# The Good the Bad the Waysted
The Good The Bad The Waysted è il secondo album dei Waysted, uscito nel 1985 per l'Etichetta discografica Chrysalis Records.
Il disco venne ristampato nel 1995 con l'aggiunta delle tracce del mini-album Waysted e tracce bonus.

## Tracce

### Versione 1
1. Hang 'Em High
2. Heaven Tonight
3. Hi Ho My Baby
4. Land That's Lost Love
5. Crazy 'Bout the Stuff
6. Dead On Your Legs
7. Rolling Out the Dice
8. Manuel
9. Around and Around (Chuck Berry Cover)

### Versione 2
1. Hang Em High
2. Hi Ho My Baby
3. Heaven Tonight
4. Manuel
5. Dead On Your Legs
6. Rolling Out The Dice
7. Land Thats Lost The Love
8. Crazt 'Bout The Stuff
9. Around and Around (Chuck Berry Cover)

### Versione 3
1. Hang 'Em High
2. Heaven Tonight
3. Land That's Lost Love
4. Crazy 'Bout The Stuff
5. Dead On Your Legs
6. Manuel
7. Around And Around (Chuck Berry Cover)

### Versione ristampa (1995)
1. Hang 'Em High 5:24
2. Hi Ho My Baby 3:33
3. Heaven Tonight 4:33
4. Manuel 5:17
5. Dead on Your Legs 4:42
6. Rolling Out the Dice 3:39
7. Land That's Lost the Love 4:39
8. Crazy 'Bout the Stuff 5:27
9. Around and Around 3:14 (Chuck Berry Cover)
10. Won't Get Out Alive 2:46
11. The Price You Pay 5:49
12. Rock Steady 3:38
13. Hurt So Bad 4:18
14. Cinderella Boys 8:17
15. Ball and Chain 4:29

## Formazione
- Fin - voce
- Paul Chapman - chitarra
- Pete Way - basso
- Jerry Shirley - batteria

### Nel mini-album Waysted
- Fin - voce
- Neil Shepherd - chitarra
- Pete Way - basso
- Andy Parker - batteria